# Vliegveld Hoevenen
Vliegveld Hoevenen (ICAO: EBHN), ligt in Hoevenen (Stabroek) ten noorden van Antwerpen in de polders net naast de snelweg A12.
Het vliegveld heeft een grasstartbaan van 600m bij 18m, enkele hangars, en een clubhuis. Het is de thuisbasis voor zowel vliegclub Hoevenen als voor Skydive Antwerp. Doordat het net buiten de CTR van de Internationale Luchthaven Antwerpen valt kan er ook met ULM gevlogen worden.
Anno 2008 zijn er plannen voor nieuwbouw van hangars en andere faciliteiten voorgesteld. Deze hebben ondertussen een goedkeuring gekregen. De werken zijn van start gegaan op 10 september 2012.

## Circuit
Het circuit wordt telkens naar de richting van de haven gevlogen. Voor runway 33 is dit een links circuit en voor runway 15 is dit rechts. De circuithoogte is onlangs opgetrokken van 700ft naar 1000ft. Het vliegveld staat bekend voor zijn vele zijwind die het landen op deze korte piste extra uitdagend maken.

## Openingsuren
Het vliegveld is enkel gesloten op maandag. Opstijgen mag vanaf 9u (of zonsopgang) tot 20u (of zonsondergang).